# محمد شهید
محمد شهید (انگلیسی: Mohammed Shahid; ۱۴ آوریل ۱۹۶۰ – ۲۰ ژوئیهٔ ۲۰۱۶) بازیکن هاکی روی چمن اهل هند بود که به‌همراه تیم ملی هاکی روی چمن مردان هند به قهرمانی بازی‌های المپیک تابستانی ۱۹۸۰ دست پیدا کرده‌است.